# Haferbier
Haferbier ist ein vergorenes Getränk aus Hafermalz, oft unter Zusatz von Gerstenmalz, Hopfen, Hefe und Wasser.

„Das Bier, so aus Gersten- und Haber-Malz gebrauen wird, verstopft weniger /
 macht auch nicht soviel Winde /
 nähret aber weniger. Das rechte, gute braune Gerstenbier nähret den Menschen wol /
 und machet ihn fett.“

Eine Variante des Haferbieres ist ein schwach säuerlich bis leicht süßlich schmeckendes Getränk. Der Geschmack ist etwa zwischen Berliner Weiße und Hefeweizen angesiedelt.